# Le Theil-de-Bretagne
 Le Theil-de-Bretagne  es una población y comuna francesa, situada en la región de Bretaña, departamento de Ille y Vilaine, en el distrito de Rennes y cantón de Retiers.

## Demografía
| 1018 | 1016 | 1089 | 1133 | 1123 | 1130 |
| Para los censos de 1962 a 1999 la población legal corresponde a la población sin duplicidades (Fuente: INSEE [Consultar]) |      |      |      |      |      |